# 電訊數碼

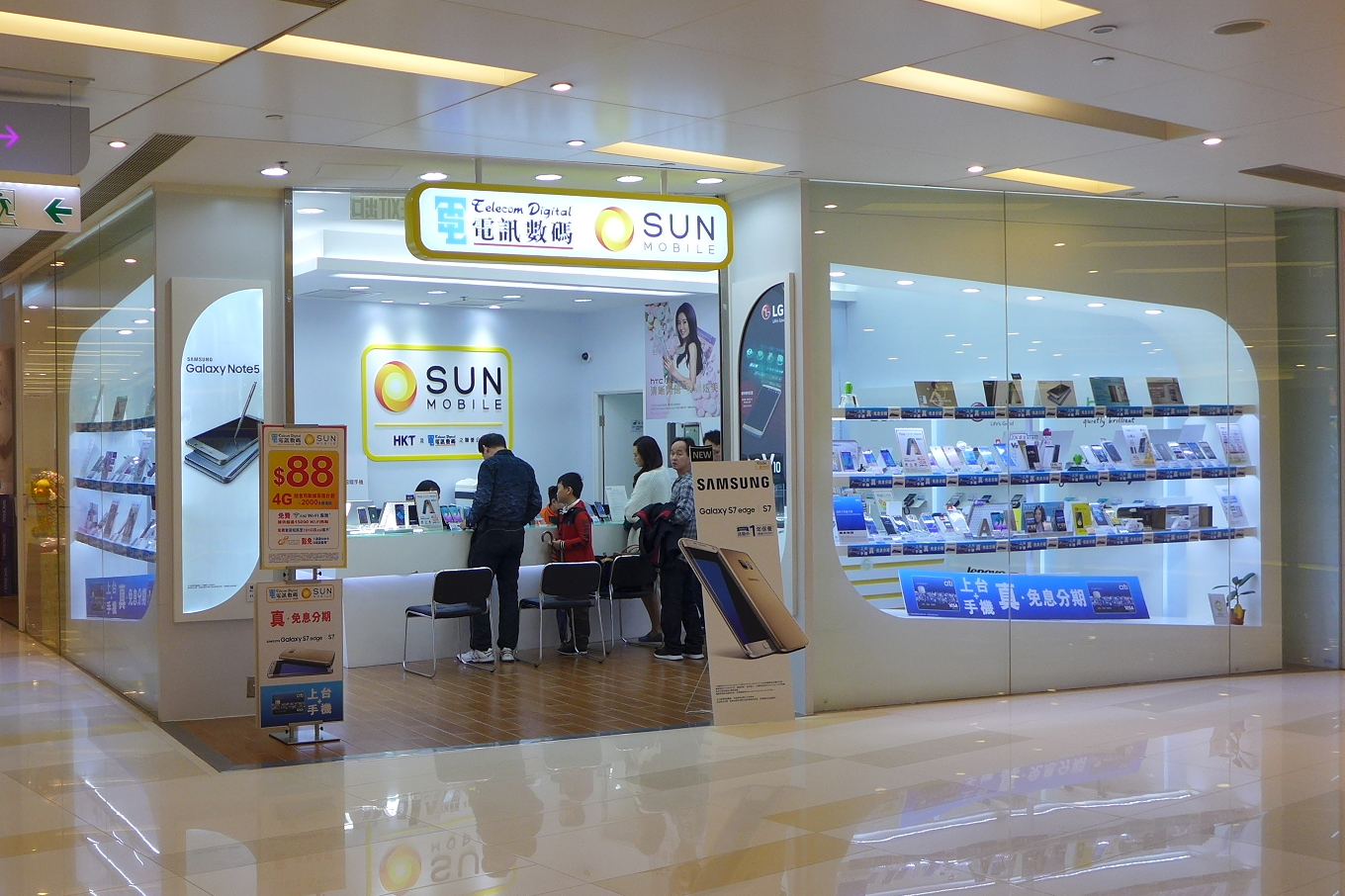
電訊數碼於Mikiki門市

電訊數碼控股有限公司，簡稱電訊數碼控股，行內稱為「電龜」。電訊數碼（英語：Telecom Digital Holdings Limited，港交所：6033）在1974年由張恭榮（張恭榮是主席張敬石、張敬山、張敬川和行政總裁張敬峰四兄弟的父親）於香港（總部）成立「電訊服務有限公司」（電訊數碼有限公司前身）。
最初成立稱為「電訊服務」，大約1980年代中後期改稱為「電訊傳呼」，經營傳呼機及股票機等業務；1990年代隨着手機流行而香港傳呼業式微，2000年正式改為現稱，從2010年代起，旗下的電訊數碼訊息有限公司是香港僅存的傳呼服務公司。
該公司業務在廣東省、香港和澳門經營傳訊、流動通訊、長途電話通訊等，最大重點是當時名稱為「電訊傳呼」和「Rabbit」，但現時品牌為「Mango」和「電訊港股」。
2008年10月，CSL與電訊數碼移動有限公司成立合營公司「新世界傳動網有限公司」。
2014年5月起，屬香港電訊旗下並持六成股權，電訊數碼繼續持有其四成股權。
該股份在2014年5月30日於香港交易所創業板上市，當時代碼為8336.HK。配售股份價格為1港元，集資額為7770萬港元和配股為1億股。
同年9月25日起，新世界傳動網有限公司（New World Mobility）改名為新移動通訊有限公司（SUN Mobile）。
2017年5月10日，該股份由創業板轉為主板上市。

## 連結
- telecomdigital.cc （页面存档备份，存于）